# Тамило-сейшельцы
Тамило-сейшельцы — люди тамильского происхождения, проживающие на Сейшельских Островах. Их численность составляет около 4000 человек, что делает их одним из крупнейших меньшинств страны.

## История
Тамильские иммигранты прибыли на Сейшельские Острова еще в 1770 году и были одними из первых поселенцев на изначально малонаселенном островном государстве. Торговцы из французской колонии Пондичерри, а затем и торговцы из современного Тамилнада посещали острова с целью торговли древесиной. Создалась торговая община, и многие тамилы интегрировались в местное население.
В 1901 году насчитывалось около 3500 носителей тамильского языка из 19 237 жителей страны.

## Язык, религия и культура

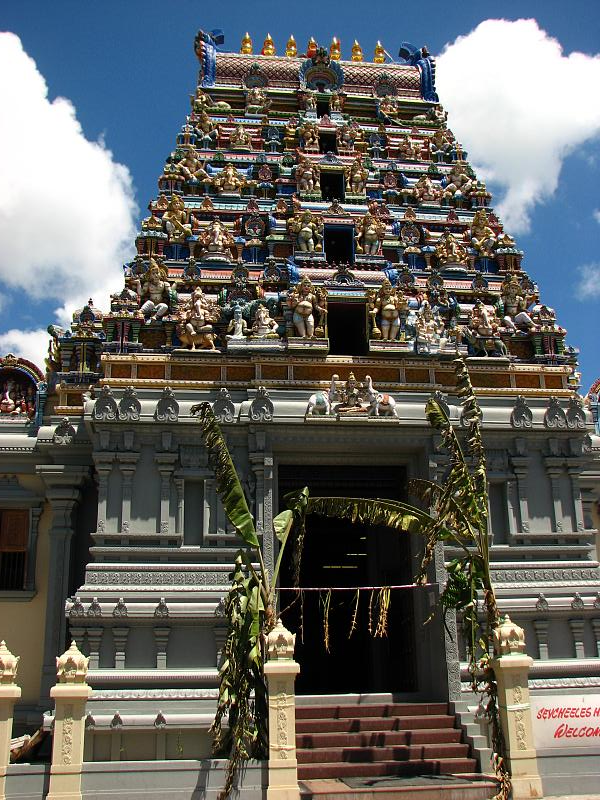
Тамильский индуистский храм в Виктории, столице Сейшельских Островов

Тамилы составляют бо́льшую часть индо-сейшельцев, которые составляют 6% всего населения. Считается, что в целом более 10% населения Сейшельских Островов имеют индийские корни.
Индуизм продолжает процветать как важная религия среди тамило-сейшельцев: согласно переписи 2010 года, в стране насчитывалось 2174 индуиста.
Сейшельская индуистская организация «Ковил Сангам» (англ. Kovil Sangam) была основана в 1984 году. Ежегодный фестиваль Кавади Ааттам — важное событие и государственный праздник для всех индусов. Время от времени приглашаются культурные труппы для укрепления культурных ценностей и связей. Организация Сейшельского индуистского совета, национальное празднование фестиваля Дивали и строительство крематория при поддержке правительства — события, заслуживающие особого внимания[чьего?]. Существует также Индуистский совет Сейшельских Островов, созданный и поддерживаемый представителями общины.
В храме Арулмигу Навасакти Винаягар в Виктории, первом и единственном индуистском храме на Сейшельских Островах, председательствующим божеством является бог Ганапати. Кроме того, во внутреннем мандапе храма установлены иконы Сканды, Натараджи, Дурги, Вишну, Бхайравы и Чандешвары. По особым случаям различным божествам возносятся молитвы.
Сейшельская организация «Тамил Мандрам» была зарегистрирована в 2002 году. С тех пор она развивается благодаря поддержке тамильской общины и преданных своему делу членам комитета. Ассоциация способствует взаимодействию тамильской общины, развитию тамильского языка и литературы, а также проведению культурных и социальных мероприятий. Ежегодно организация «Тамил Мандрам» организует две программы. На фестиваль Понгал в январе приезжают ученые из Тамилнада, которые выступают с докладами и выставками, а также местные международные культурные представления. Праздник Аади Тирувиджа отмечается в сентябре в честь месяца Аади, важного для сельского хозяйства. Проводятся конкурсы рисунков, сочинений и ораторского искусства, а также традиционные игры. «Тамил Мандрам» организует уроки тамильского языка. Активное участие в занятиях по тамильскому языку, дебатах, драматических постановках и других культурных мероприятиях возросло с годами.